# Girolamo Gastaldi
Girolamo Gastaldi (castelo de Taggia, 1616 - Roma, 8 de abril de 1685) foi um cardeal do século XVII

## Biografia
Nasceu em castelo de Taggia em 1616, castelo de Taggia, arquidiocese de Gênova. Ele sofria de uma deformidade física desde o nascimento.
Foi para Roma e tornou-se procurador de causas forenses. Servindo na Casa Coastaguti, foi enviado em missão à Espanha e teve tanto sucesso que ao retornar ingressou na prelazia romana. Referendário dos Tribunais da Assinatura Apostólica da Justiça e da Graça, no pontificado do Papa Inocêncio X (1644-1655). Comissário geral de Saúde, 1657. Clérigo da Câmara Apostólica e comissário geral delle armi della Chiesa. Presidente delle dogane e delle grascia e tesoureiro geral da Câmara Apostólica no pontificado do Papa Clemente IX (1667-1669).
Criado cardeal sacerdote no consistório de 12 de junho de 1673; recebeu o gorro vermelho e o título de S. Pudenziana, em 17 de julho de 1673. Nomeado legado em Bolonha por um triênio, em 9 de maio de 1678. Participou do conclave de 1676, que elegeu o Papa Inocêncio XI. Optou pelo título de S. Anasatasia, a 13 de setembro de 1677.
Eleito arcebispo de Benevento em 19 de fevereiro de 1680. Consagrado em 12 de maio de 1680, na catedral metropolitana de Bolonha, pelo cardeal Girolamo Boncompagni, arcebispo de Bolonha, auxiliado por Carlo Molza, bispo de Modena, e por Augusto Bellincini, bispo de Reggio Emília. Camerlengo do Sagrado Colégio dos Cardeais, 15 de janeiro de 1685 até sua morte.
Morreu em Roma em 8 de abril de 1685, às 16h, Borgo, Roma. Exposto na igreja de S. Maria em Vallicella, Roma, onde o funeral ocorreu em 10 de abril de 1685. Transferido para a igreja de S. Maria dei Miracoli, Roma, às 2 da manhã, e sepultado naquela igreja. Deixou sua fortuna para o ospizio dei convertendi em Borgo.